# Schlittenhund

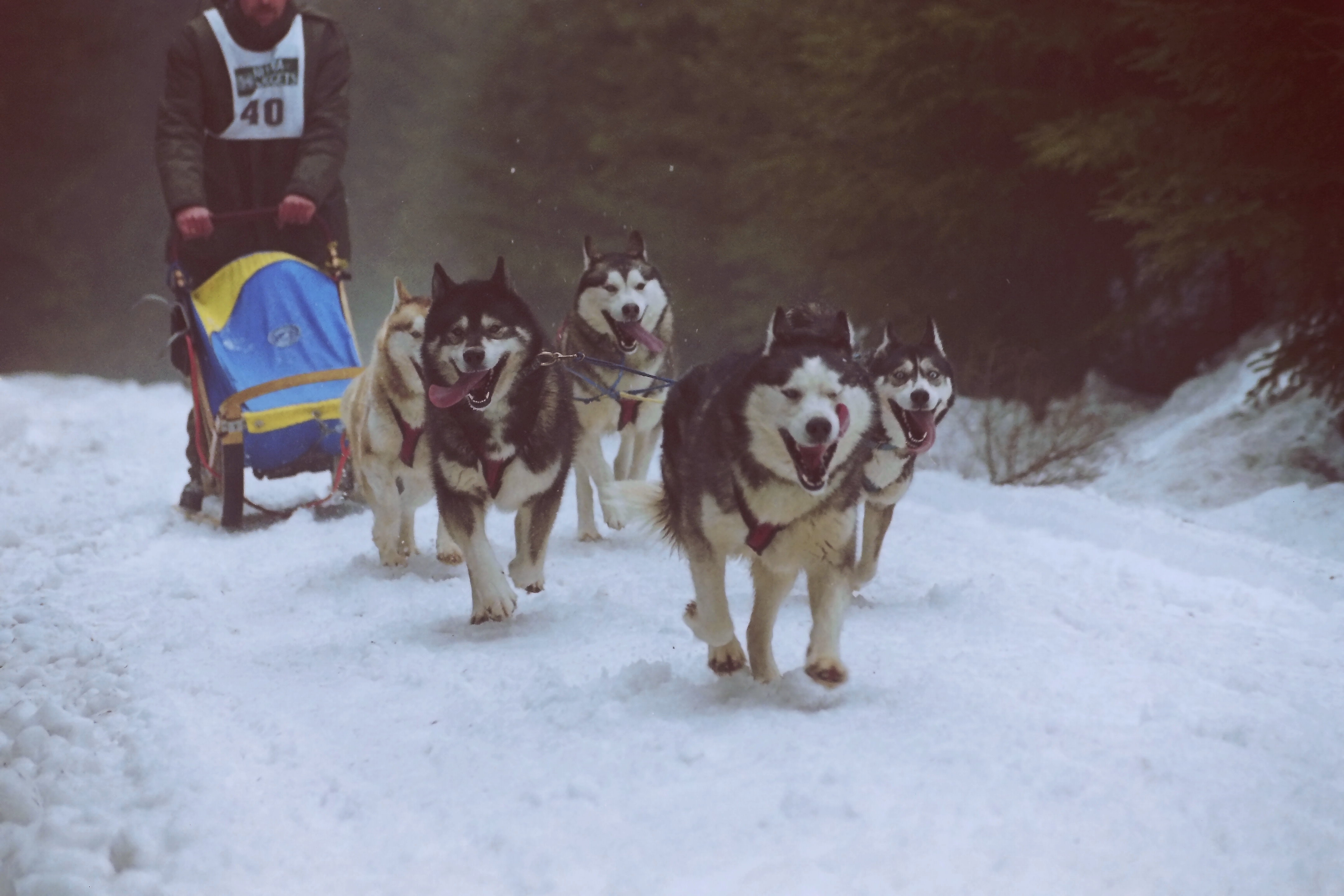
Schlittenhunde in Aktion

Als Schlittenhund bezeichnet man jeden Hund, der vor einen Hundeschlitten gespannt wird, um diesen mittels Zuggeschirr und Leinen zu ziehen. Schlittenhunde müssen ausdauernd und gegen Kälte resistent sein.

## Geschichte

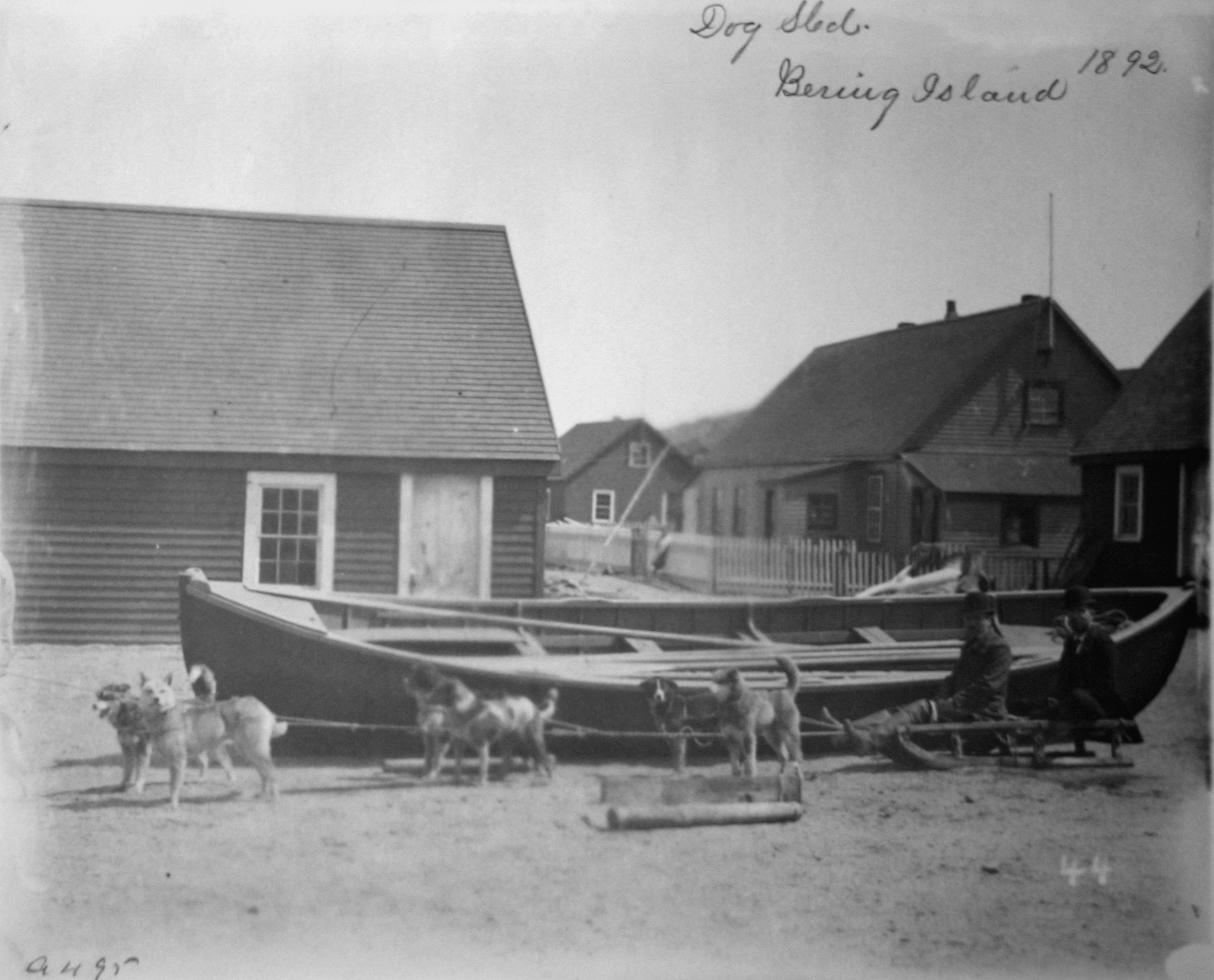
Hundeschlitten Beringinsel 1892

Wo und wann Hunde erstmals als Zugtiere für Schlitten eingesetzt wurden, ist unbekannt. Vermutet wird jedoch, dass dies im nördlichen Sibirien, dessen indigene Völker auf eine lange Tradition winterlicher Reisen zurückblicken, vor jedem anderen Zugtiereinsatz erfolgte.
Heute gibt es mehrere Hunderassen, die speziell als Schlittenhunde verwendet werden, obwohl jede mittelgroße Rasse dazu geeignet ist, einen Schlitten zu ziehen. So nahm vor einigen Jahren beispielsweise ein Gespann von reinrassigen Pudeln am Iditarod-Rennen teil. Allerdings nahm der Teilnehmer das Gespann nach zwei Renntagen aus dem Rennen, da das Pudelfell den damaligen Witterungsverhältnissen nicht angepasst war. Gespannfahrer (so genannte Musher) nutzen häufig andere als die typischen Schlittenhunderassen oder Mischlinge als Gespanntiere. Während der Zeit des Klondike-Goldrausches waren Mischlingsgespanne sogar die Regel.
Die typischen Schlittenhunderassen erschienen in den nördlichen Regionen etwa 100 v. Chr. und entwickelten sich in den einzelnen Volksstämmen bis zu ihrer heutigen Homogenität. Der sogenannte Hundeäquator in Grönland diente der Verhinderung einer Einkreuzung unerwünschter Eigenschaften. Nach den einzelnen Volksstämmen erhielten sie verschiedene Namen; so wurde der Hund aus Sibirien „Siberian Husky“ und der Hund der Malamuten „Alaskan Malamute“ genannt. 1926 stellte der „American Kennel Club“ den Standard für den Malamute auf. In seiner ursprünglichen Heimat ist der Malamute für Schlittenrennen sehr geschätzt. Die typischen Rassen haben raues, gerades und dicht anliegendes Deckhaar mit dichter, weicher Unterwolle; sie werden bis zu 70 cm groß und bis zu 45 kg schwer.
Im Ersten Weltkrieg wurden Schlittenhunde von verschiedenen Nationen eingesetzt. Mitte des 20. Jahrhunderts, als Schlittenhunderennen an öffentlichem Interesse verloren, verfolgte die Zucht von Schlittenhunden eine Aufspaltung in verschiedene Zuchtziele: Einerseits entstanden Zuchtlinien für so genannte showdogs, die in der Zucht darauf optimiert wurden, auf Ausstellungen den Rassestandards möglichst optimal zu entsprechen und sich demgemäß zu präsentieren, andererseits wurden aber in geringerem Umfang auch die sehr alten, ursprünglichen, rein leistungsorientierten Arbeits-Zuchtlinien weitergeführt (z. B. Seppala Siberian Sleddogs). In den 70er Jahren erlebten die Schlittenhunderennen eine Renaissance und wurden auch erstmals in Mitteleuropa veranstaltet. Nun zeigten sich die Vorteile der in den Arbeitslinien weitergezüchteten Tiere.
Auch heute noch gibt es in der Zucht nordischer Hunde beide Orientierungen, ohne dass sich die Käufer dieser Hunde der Unterschiede immer bewusst sind. Man stellt daher oft außerordentlich große Unterschiede in der anlagebedingten Leistungsfähigkeit nordischer Hunde fest, selbst bei Hunden, die sich in ihrer äußeren Erscheinung recht ähnlich sind.

## Geforderte Eigenschaften

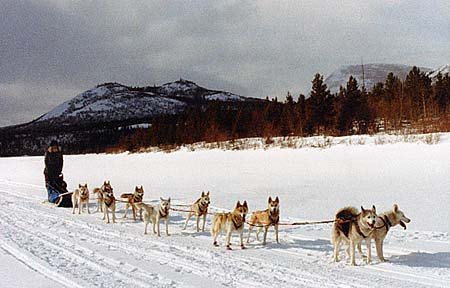
Gespann auf dem Weg zum Yukon

Von Schlittenhunden werden hohe körperliche und mentale Fähigkeiten verlangt. Die körperlichen Fähigkeiten erlauben guten Schlittenhunden mit optimaler Veranlagung und optimalem Training, in 24 Stunden einen Schlitten über 200 km zu ziehen. Die mentalen Fähigkeiten bestehen aus dem sprichwörtlichen „desire to go“, dem unbedingten Laufwillen, der dafür verantwortlich ist, dass die Leistungsbereitschaft auch unter lange anhaltender körperlicher Beanspruchung und unter härtesten klimatischen Bedingungen erhalten bleibt. Trotz des Stresses müssen die Schlittenhunde die Kommandos verstehen und umsetzen können und selbstständig in der Lage sein, den „richtigen“ Trail zu finden. In kurzen Rennen erreichen Schlittenhunde eine durchschnittliche Geschwindigkeit von 20 bis 25 Meilen pro Stunde (32 bis 40 km/h), bei Langstreckenrennen beträgt die durchschnittliche Reisegeschwindigkeit immer noch 10 bis 14 Meilen pro Stunde (16 bis 23 km/h). Schlittenhunde können so während eines Winters insgesamt bis zu ca. 10.000 km zurücklegen. Gleichzeitig zeichnet den Schlittenhund ausgeprägtes Sozialverhalten, geringe Schmerzempfindlichkeit und ein starkes Herz-Kreislauf-System aus, das es dem arbeitenden Hund erlaubt, einen Stoffwechsel zu entwickeln, dem trotz aller Anstrengungen auch knappe Nahrung ausreicht.

## Zusammensetzung eines Gespanns
zur Fahrtechnik siehe auch: Hundeschlitten

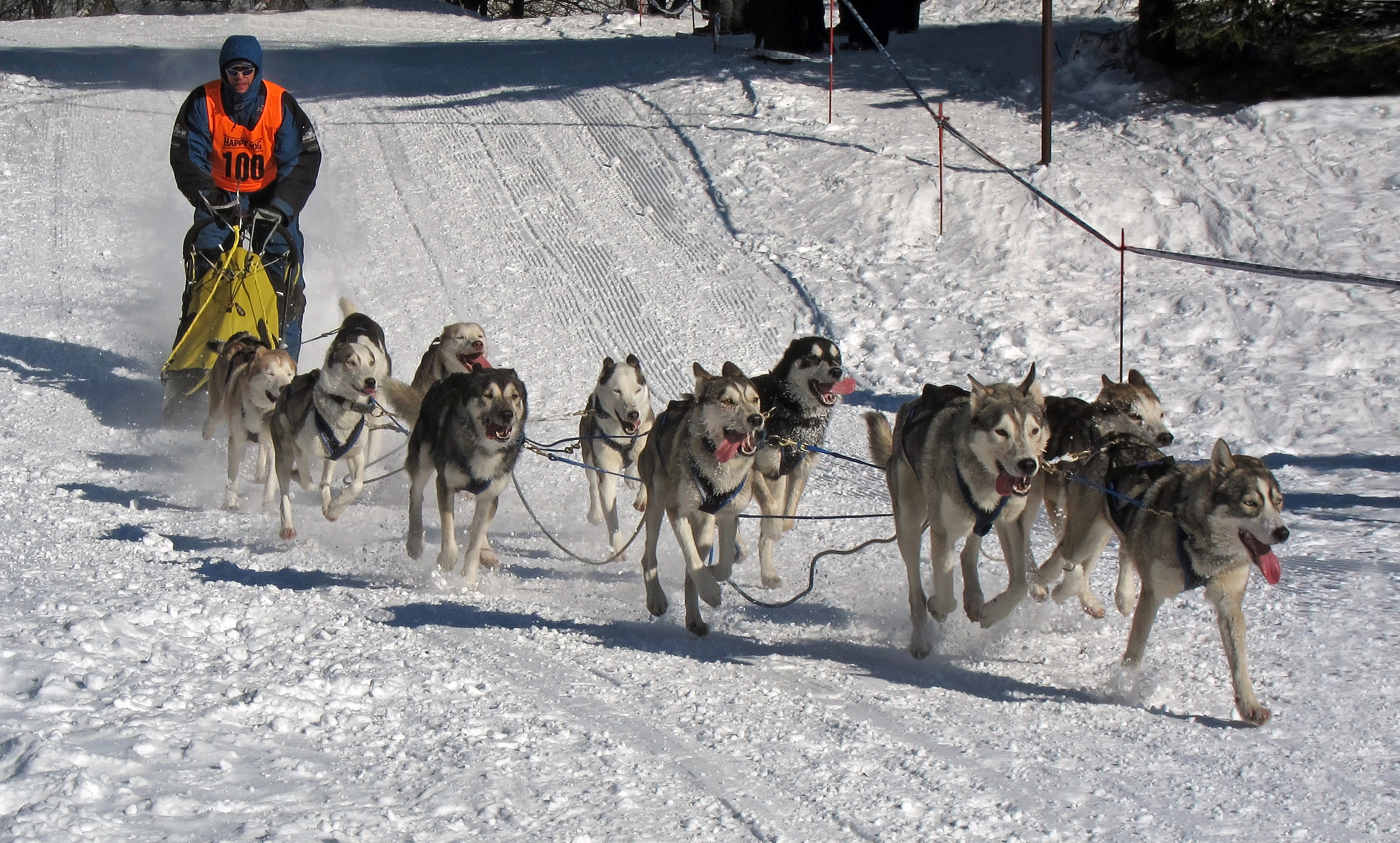
Doppelgespann mit elf Hunden beim Hundeschlittenrennen 2012 in Frauenwald

Ein Schlittenhundgespann, das so genannte Team, kann aus zwei bis zu über 12 Hunden bestehen. Heutzutage werden die Gespanne gewöhnlich als Doppel eingespannt, wobei sie jeweils an einer zentralen Zugleine befestigt sind. Die Eskimos der Arktis spannen ihre Tiere auch als „Fächer“ an, wobei jedes Tier mit einer eigenen Zugleine mit dem Schlitten verbunden ist. Weiterhin gibt es noch die selten zu sehende Tandemeinspannung, bei der die Hunde einzeln und hintereinander zwischen zwei parallelen Zugleinen (an jeder Seite der Tiere eine) laufen; diese Einspannung ist in sehr dicht bewaldeten Gebieten und auf engen, kurvenreichen Trails vorteilhaft.
Im Team unter Doppel- oder Tandemeinspannung gibt es die folgenden Positionen: Leader – der/die Leithund(e) und erste(n) Hund(e) im Gespann; Wheeler – der/die Hund(e) direkt vor dem Schlitten und Swinger – alle anderen Hunde im Gespann.
Höchste Ansprüche werden an die Leader gestellt, denn sie geben das Tempo vor und müssen mit dem Musher kommunizieren und dessen Befehle umsetzen. An ihnen richtet sich die Motivation des ganzen Teams, besonders unter hohen körperlichen Belastungen, aus. Daneben müssen sie weitgehend selbstständig den richtigen Weg, den Trail, finden, so dass der Musher nur in für die Leader zweifelhaften Situationen mit Kommandos eingreifen muss. Rein körperlich leisten sie insbesondere im Tiefschnee die härteste Arbeit. Erstaunlich ist das Orientierungs- und örtliche Erinnerungsvermögen guter Leithunde. Nicht selten erkennen sie auch nach Jahren einen früher einmal gelaufenen Weg.
Als Wheeler werden oft die körperlich stärksten Hunde eingesetzt, damit ihre Zugkraft nicht über die bei großen Gespannen bis zu 20 m lange Zugleine übertragen werden muss, was insbesondere bei engen, kurvigen Passagen dazu führen könnte, dass die Hunde im mittleren Bereich des Gespanns gegen Kurvenhindernisse gezogen werden. Wheeler müssen, abgesehen vom Laufwillen, keine besondere mentale Leistung erbringen. Oft werden als Wheeler auch Hunde in der Ausbildung oder solche eingespannt, die gern eigene Wege gehen. Daran werden sie durch die Zugkraft der vorweg laufenden Teammitglieder gehindert.
Die Hunde eines Teams kennen im Allgemeinen ihre Position im Gespann und sind in diesem Punkt, wie auch in vielen anderen Bereichen, ausgesprochene Gewohnheitstiere. Bei sehr intensivem Einsatz der Hunde kann es sinnvoll sein, die beiden nebeneinander laufenden Hunde gelegentlich in der Position auszutauschen, obwohl dies von den Hunden nicht geschätzt wird. Der Austausch führt zu einer gleichmäßigeren körperlichen Belastung, da die Hunde in der beschriebenen Tandemformation notgedrungen immer etwas schräg zur Laufrichtung ziehen müssen. Äußerlich kann sich dies im ungleichmäßigen Fellverschleiß bis zum Wundlaufen der Haut unter dem Zuggeschirr zeigen.

## Schlittenhundesport
Hauptartikel: Schlittenhundesport

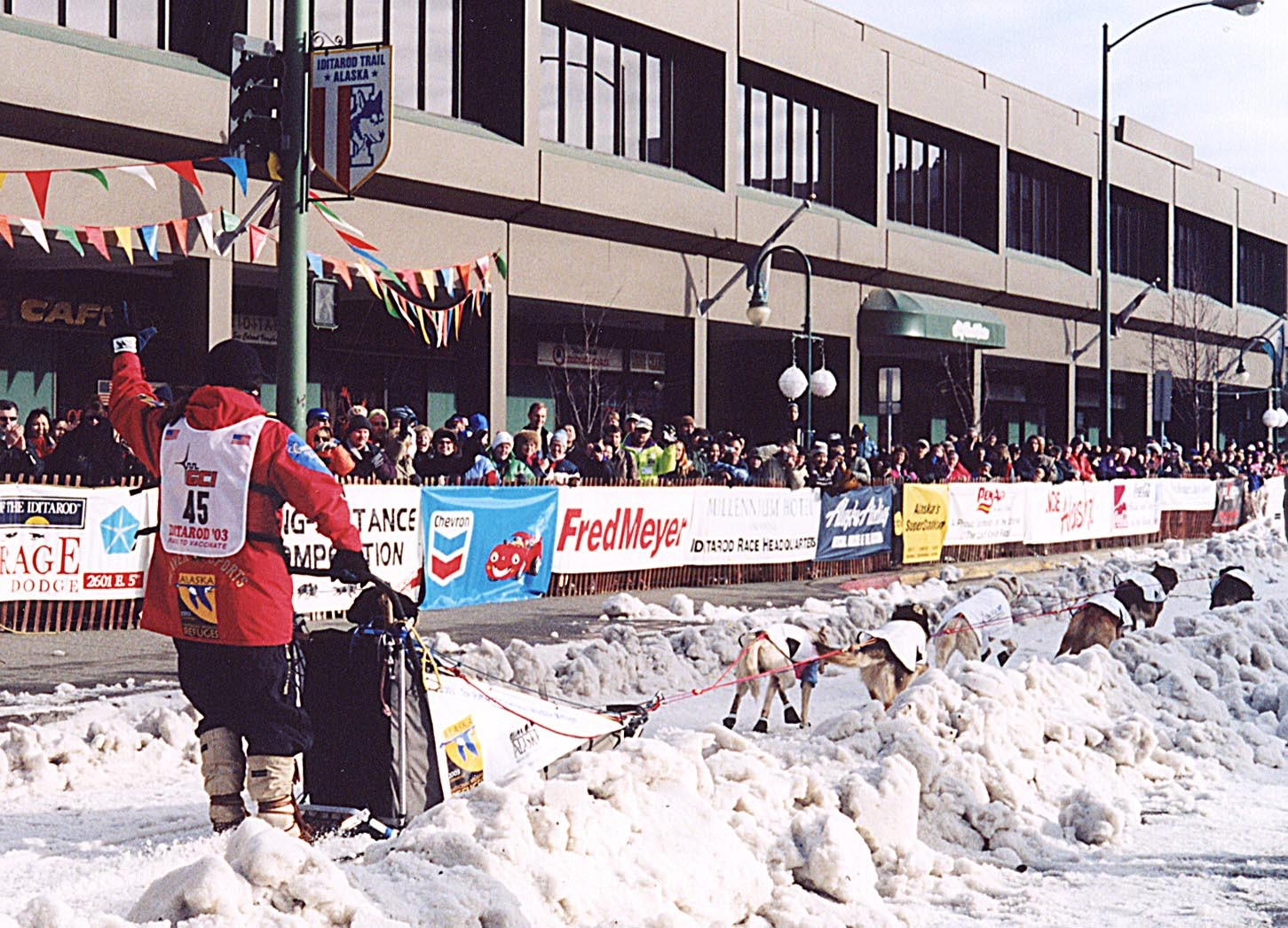
Start eines Gespanns beim Iditarod-Rennen.

Im Jahre 1925 erlangte der bis heute bekannteste Schlittenhund Balto seine weltweite Berühmtheit. Er war jener Hund, der beim letzten Staffellauf zwischen Anchorage und Nome im Westen Alaskas das Schlittenhundeteam durch Eis, Schnee und Blizzards führte, mit überlebenswichtiger Medizin im Gepäck, die die Stadt vor einer Diphtherieepidemie retten sollte. Hiervon inspiriert wurde 1973 das erste „Iditarod“-Rennen ausgeführt, das über 1161 Meilen durch gefrorenes Land, Wildnis und Gebirgszüge, Eismeer und harte Winde führt. Seither sind solche Rennen sowohl in Nordamerika als auch in Europa zu einer populären Wintersportart geworden.

## Schlittenhunde und die Eroberung der Pole

Schlittenhunde in der Arktis, 1949

Schlittenhunde haben bei der Eroberung von Nord- und Südpol eine große Rolle gespielt. Roald Amundsen setzte sie erfolgreich bei der Eroberung des Südpols ein, während Robert Falcon Scott nur mangelhafte Erfahrungen im Umgang mit diesen Tieren hatte und auch aufgrund dieser Tatsache Amundsen beim Rennen um die Eroberung des Südpols unterlag.
Einer der Vorteile der Verwendung in den Polargebieten ist ihre einfache Ernährung. Schlittenhunde können mit Robbenfleisch ernährt werden, es ist nicht notwendig, aufwendig Futtermittel für sie heranzuführen. Amundsen ging während seiner Expedition zum Südpol noch weiter. Er erschoss die Hunde, die er nicht mehr benötigte, und verfütterte ihre Kadaver an die verbliebenen Gespannhunde.
Während Schlittenhunde in der Arktis heute noch Verwendung finden, sind sie von der Antarktis mittlerweile verschwunden. Als dort nicht endemische Art, für deren Unterhalt zahllose Robben geschlachtet werden mussten, sahen die Bestimmungen des Antarktisvertrages vor, dass die Tiere bis zum 1. April 1994 abtransportiert werden mussten. Eine wirkliche Funktion hatten die Tiere nicht mehr, seit Schneemobile verlässlich funktionierten. Die letzten 22 Schlittenhunde der Australian Antarctic Division gingen am 4. November 1992 an Bord der Aurora Australis, drei von ihnen waren erst drei Monate zuvor auf der Mawson-Station geboren worden. Sie wurden in den Norden der USA in zwei Einrichtungen in Ely in Minnesota, wenige Kilometer entfernt von der Grenze zu Kanada gebracht, wo sie für Schlittenfahrten für Touristen eingesetzt wurden: 17 Hunde, unter ihnen die drei Jungtiere, kamen in die Voyageur Outward Bound School, die übrigen fünf in die Paul Schurke’s Wintergreen Lodge. Der letzte lebende Mawson-Hund, Misty, einer der drei Welpen, starb im Dezember 2007 und wurde eingeäschert. Ein Teil der Asche wurde 2011 aus den USA zurück zur Mawson-Station gebracht und dort zusammen mit anderen Andenken im ehemaligen Hunderaum an der Wand angebracht.
Die Antarktisstationen des British Antarctic Survey hatten als letzte noch zwei Hundeteams in der Antarktis. Da die wertvolles genetisches Erbe in sich trugen, wurde beschlossen, sie zu den Inuit in ihrer angestammten Heimat in Labrador zu bringen. Vorher sollten sie in Erinnerung an die fünfzigjährige Schlittenhund-Tradition der BAS noch einmal wie früher für die Transportzwecke einer letzten Gedenk-Expedition eingesetzt werden. Hierzu wurden beide Hundeteams (Admirals, Achter-Gespann und Huns, Sechser-Gespann) am 14. Dezember 1993 auf die Alexander-I.-Insel geflogen, das dort durchgeführte Projekt bekam den Codenamen Lost Heritage (verlorenes Erbe). Es diente Kartografie-Aufgaben am Milky Way und Uranus-Gletscher, sowie Eis-Kernbohrungsarbeiten im Zentrum der Insel. Begleitet von einem Kamerateam (das allerdings per Schneemobil mitreiste) wurde dieses Projekt erfolgreich zu Ende geführt und dabei eine Strecke von 250 Meilen (ca. 400 km) zurückgelegt. Der Bericht dieser Fahrt endete mit einem Zitat von Helmer Hanssen, der in Amundsens Südpolteam die Verantwortung für das Wohlergehen der Tiere trug:

“Dogs like that, which share man’s hard times and strenuous work, cannot be looked upon merely as animals. They are supporters and friends. There is no such thing as making a pet out of a sledge dog; these animals are worth much more than that.”

„Solche Hunde, die schwere Zeiten und mühsame Arbeit des Menschen teilen, können nicht einfach nur als Tiere angesehen werden. Sie sind Helfer und Freunde. Man kann kein Haustier aus einem Schlittenhund machen; diese Tiere sind viel mehr wert.“

Am 8. Februar 1994 wurden die Hunde zurück zur Rothera-Station geflogen und der überwiegende Teil des dortigen Personals nutzte anschließend diese allerletzte Gelegenheit einer Hundeschlittenfahrt in der Antarktis. Als sie zu ihrem ersten Zwischenstopp auf den Falklandinseln ausgeflogen wurden, waren sie die letzten Hunde, die die Antarktische Schutzzone betreten hatten. Nach einem letzten Stopp mit großem Medien-Interesse am Flughafen London Heathrow wurden sie weiter nach Boston geflogen und dann per Straße zur James Bay nach Chisasibi gebracht, einer Siedlung der Cree am Ufer des La Grande Rivière, etwa 20 Kilometer flussabwärts des Wasserkraftwerks La Grande-1. Von dort legten sie die letzten mehreren hundert Kilometer wieder im Schlittengespann zurück bis zu ihrem neuen Zuhause Inukjuaq an der Hudson Bay.
Das Projekt, die letzten Schlittenhunde von der Antarktis nach Inukjuaq zu bringen, trug den Namen Operation Tabarin in Anlehnung an die gleichnamige Operation, im Rahmen derer Schlittenhunde von Grönland in die Antarktis gebracht wurden, um die ersten britischen, permanent besetzten Antarktis-Stationen zu gründen.

## Rassen
Zu den klassischen Schlittenhunderassen zählen:
- Grönlandhund: kräftig und ausdauernd
- Alaskan Malamute: größter und schwerster Schlittenhund
- Siberian Husky: kleinster und schnellster der klassischen Schlittenhunderassen
- Kanadischer Eskimohund: wolfsartiger Ausdruck
- Samojede: meist reinweißes Fell

Andere international anerkannte Rassen:
- Jakutischer Laika

Schlittenhundetypen, die als Rasse nicht, noch nicht, oder nur von einzelnen Zuchtverbänden anerkannt werden:
- Alaskan Husky
- Europäischer Schlittenhund, Scandinavian Hound, German Trail Hound
- Tschukotskaja Jesdowaja

Heutzutage ist der etwas überwiegende Teil der an Schlittenhunderennen teilnehmenden Hunde nicht reinrassig und daher den vorgenannten Schlittenhunderassen nicht eindeutig zuzuordnen oder völlig anderer Abstammung. Im Sprint- und Mitteldistanzbereich dominieren Hunde mit einem jagdhundeartigen Körperbau, in deren Zuchtlinien unter rein leistungsorientierten Gesichtspunkten geeignete Hunde ohne Beachtung von Rassestandards eingekreuzt wurden und werden. Hunde dieses Typus zeichnen sich besonders auf kürzeren Distanzen durch hohe Kraftentfaltung aus und gehen dabei eher an ihr Leistungslimit, unter Umständen auch darüber hinaus. Sie haben aber auf die Dauer und unter harten klimatischen Bedingungen nicht die Belastbarkeit der nordischen Hunde. Diese Hunde sind mental eher Haushunden ähnlich und können sehr personenbezogen und zur Folgsamkeit ausgebildet werden.
Je länger die Renndistanzen sind, desto stärker treten bei den dafür in der Zucht optimierten Hunden die Rassemerkmale der ursprünglichen nordischen Schlittenhunderassen hervor; sie sind optimal an arktische Klimabedingungen und Dauerleistungen angepasst. Im Vergleich zu den vorgenannten jagdhundeartigen Hunden setzen Hunde des nordischen Typus ihre Leistungsfähigkeit ökonomischer ein, kommen mit vergleichsweise sehr wenig Futter aus und sind im Allgemeinen bei genügend tiefen Temperaturen kaum in schädlicher Weise zu überlasten. Charakterlich stehen diese Hunde den Wölfen noch recht nahe, haben im Rudel eine ausgeprägte Sozialstruktur, versuchen auch häufig, die Rangfolge untereinander mit ihren Zähnen zu klären, sind weniger personenbezogen und oft von ausgeprägtem eigenem Willen.